# 菅野昭正
菅野 昭正（かんの あきまさ、1930年1月7日 - 2023年3月9日）は、日本の文芸評論家、フランス文学者、翻訳家。位階は従四位。東京大学名誉教授。世田谷文学館名誉館長も務めた。

## 経歴

### 出生から修学期
1930年、神奈川県横浜市で生まれた。浦和高等学校（旧制）を経て、東京大学文学部仏文学科で学んだ。澁澤龍彦とは仏文学科同期。1953年に同大学を卒業し、フランス語の非常勤講師を務めた。

### フランス文学研究者として
1954年、東京大学助手に採用された。1957年、明治大学講師に就いた。後に助教授昇格。1972年、東京大学文学部仏文科助教授に転じ、1982年に教授に昇任。1990年に東京大学を定年退任し、名誉教授となった。その後は白百合女子大学教授として教鞭をとった。
2003年、日本芸術院会員に選出された。2007年、佐伯彰一の後任として世田谷文学館館長となった。2021年4月、館長を退任し、名誉館長となった(後任は亀山郁夫）。2022年1月には、宮中歌会始の召人を務めた。
2023年3月9日、死去。93歳没。死没日付をもって従四位に叙された。

### 委員・役員ほか
- 読売文学賞選考委員

## 受賞・栄典
- 1984年：『詩学創造』で芸術選奨文部大臣賞を受賞。
- 1986年：『ステファヌ・マラルメ』で読売文学賞を受賞。
- 1997年：『永井荷風巡歴』でやまなし文学賞を受賞。
- 1997年：紫綬褒章を受章[3]。
- 2000年：2000年度日本芸術院賞を受賞[3]
- 2006年：旭日中綬章を受章[3]。
- 2011年：『慈しみの女神たち』で日本翻訳出版文化賞
- 2016年：第1回井上靖記念文化賞(旭川市主催)を受賞。
- 2023年：叙従四位

## 研究内容・業績
19から20世紀のフランス文学作品の翻訳を多数手がけた。同時に近現代日本文学の研究も行い、1981年から2001年まで「東京新聞」などで文芸時評を担当した。後に『変容する文学の中で』が刊行された
追悼展覧会『小説と映画の世紀展』（世田谷文学館、2024年9月21日～10月20日）が行われ、教えを受けた弟子らが集うシンポジウムも開かれた。　

## 著作

### 著書
- 『詩の現在 12冊の詩集』集英社 1974
- 『小説の現在』中央公論社(中公叢書) 1974
- 『詩学創造』集英社 1984
  - 改訂 平凡社ライブラリー 2001※
- 『ステファヌ・マラルメ』中央公論社 1985
- 『横光利一』福武書店 1991
- 『小説を考える：変転する時代のなかで』講談社 1992
- 『セイレーンの歌 フランス文学論集』小沢書店 1993
- 『永井荷風巡歴』岩波書店 1996
  - 文庫化 岩波現代文庫 2009
- 『変容する文学のなかで』(全3巻) 集英社 2002-2027

1. 上 文芸時評1982-1990 集英社 2002
2. 下 文芸時評1991-2001 集英社 2002
3. 完 文芸時評2002-2004 集英社 2007[注釈 1]

- 『憂鬱の文学史』新潮社 2009※
- 『明日への回想』筑摩書房 2009
- 『小説家 大岡昇平』筑摩書房 2014
- 『小説と映画の世紀』未來社 2021※

※は、各・電子書籍で再刊（訳書も）

### 共著・編著
- 『徹底討議 19世紀の文学・芸術』平島正郎・高階秀爾共著、青土社 1975
  - 新装版 2000
- 『作家の世界 辻邦生』番町書房 1978
- 『読む事典フランス』高階秀爾・木村尚三郎・荻昌弘編集委員、三省堂 1990
- 『永井荷風再考』NHK出版(NHKカルチャーラジオ 文学の世界) 2011[注釈 2]
- 『知の巨匠 加藤周一』岩波書店 2011
- 『村上春樹の読みかた』平凡社 2012※
- 『ことばの魔術師 井上ひさし』岩波書店 2013
- 『書物の達人 丸谷才一』集英社新書 2014
- 『辻井喬＝堤清二 文化を創造する文学者』平凡社 2016
- 『大岡信の詩と真実』岩波書店 2016
- 『澁澤龍彦の記憶』河出書房新社 2018[注釈 3]
- 『遠藤周作：神に問いかけつづける旅』慶應義塾大学出版会 2020※

### 共編・解説
- 『九鬼周造随筆集』岩波文庫 1991※
- 『石川淳 短篇小説選』ちくま文庫 2007
- 『石川淳 長篇小説選』ちくま文庫 2007
- 『石川淳 評論選』ちくま文庫 2007

### 訳書
- 『ある愛の歴史』ロジェ・ニミエ（英語版）著、新潮社 1955
- 『現代フランス詩人集 2』ユリイカ 1956

担当「詩篇」レイモン・クノー著
- 『リルケ』J.F.アンジェロス著、富士川英郎共訳、新潮社 1957
- 『クローデル/ヴァレリー』(世界文学大系 51) 村松剛・清水徹共訳、筑摩書房 1960
  - 全集所収 (筑摩世界文学大系 56) 筑摩書房

担当「テスト氏」ヴァレリー著
- 『プラネタリウム』ナタリー・サロート著、新潮社 1961
- 『フランス短篇名作集』学生社 1961

1. 「ヴェラ」リラダン著
2. 「ヒルデスハイムの薔薇」アポリネール著
3. 「オノレ・シュブラックの失踪」アポリネール著

- 『情念とはなにか』ジェローム・アントワーヌ・ロニー著、白水社(文庫クセジュ) 1962
- 『逃亡者』(新しい世界の文学 3) ピエール・ガスカール著、白水社 1963
- 『ジード/モーリアック』(世界の文学 33) 中央公論社 1963

担当「狭き門」アンドレ・ジード著
- 『美しい夏/女ともだち』(新しい世界の文学 9) チェーザレ・パヴェーゼ著、白水社 1964[注釈 4]
  - 新版 1979
  - グーテンベルク21※
- 『内面の記録』フランソア・モーリアック著、杉捷夫共訳、紀伊國屋書店 1964
- 『現代フランス小説史』クロード・エドモンド・マニー（英語版）著、佐藤朔・白井浩司・望月芳郎共訳、白水社 1965
  - 新版 2006年
- 『現代フランス文学13人集 2』新潮社 1965

担当「トロピスム」ナタリー・サロート著
- 『現代フランス文学13人集 3』新潮社 1965

担当「わが友ピエロ」レーモン・クノー著
- 改訳『わが友ピエロ』(レーモン・クノー コレクション 5) 水声社 2012

- 『谷間のゆり』(世界文学全集 4) バルザック著、河出書房新社 1965
  - 新版、グーテンベルク21・電子書籍※
- 『現代フランス文学13人集 3』新潮社 1966
  - 改訳『ブランショ小説選』書肆心水 2005

担当「謎の男トマ」モーリス・ブランショ著
- 『ヴァレリー全集』筑摩書房 1967-1968
- 『レオナルド・ダ・ヴィンチ論』ポール・ヴァレリー著、清水徹ほか共訳、筑摩叢書 1975[注釈 5]
- 『ゆらめく炎』(人間の文学 8) P.ドリュ・ラ・ロシェル著、細田直孝共訳、河出書房新社 1967
  - 新版 河出海外小説選 1980
- 『マラルメ、ヴァレリー』(世界詩人全集 10) 平井啓之・清水徹共訳、新潮社 1969

担当「ヴァレリー詩集」
- 『ブルトン集成 4』人文書院 1970

担当「シャルル・フーリエへのオード」アンドレ・ブルトン著
- 『ネルヴァル/ボードレール』(新集世界の文学 8) 中央公論社 1970

「パリの憂鬱」ボードレール著
- 『地獄/クラルテ』(世界文学全集 50) 集英社 1970

担当「地獄」バルビュス著、
- 『従兄ポンス』(新潮世界文学 8) バルザック著、新潮社 1971
グーテンベルク21・電子書籍※
- 『バタイユ・ブランショ研究』竹内書店(竹内選書) 1972

担当「好きなだけ書きつづけたまえ」ブランショ著
- 『ファルサロスの戦い』クロード・シモン著、白水社 1973
  - 新版 2001年
- 『小説の記号学：文学と意味作用』ツヴェタン・トドロフ著、保苅瑞穂共訳、大修館書店 1974
- 『現代の世界文学 フランス短篇24』集英社 1975

担当「子供部屋」ルイ＝ルネ・デ・フォレ著
- 『行動』(哲学講義 3) ポール・フルキエ（フランス語版）著、原好男・田村毅共訳 筑摩書房 1976
  - 文庫化 ちくま学芸文庫 1997年
- 『あの彼らの声が…』ナタリー・サロート著、中央公論社 1976
- 『ボヴァリー夫人 三つの物語 フロベール』(世界文学全集 17) 集英社 1976
  - 新版 (世界文学全集 41) 1979
  - 抜粋版『ポケットマスターピース：フローベール』集英社文庫(ヘリテージシリーズ) 2016
- 『ユルスナール/ガデンヌ』(世界文学全集 24) 集英社 1978

担当「スヘヴェニンゲンの浜辺」ポール・ガデンヌ著
- 『悪の華／ペスカラの誘惑／架空の人物画像ほか』(世界文学全集 42) 集英社 1981

担当「宮廷画家の寵児」ウォルター・ペイター著
- 全集組入『想像の肖像』(ウォルター・ペイター全集 1) 筑摩書房 2002

- 『ステファヌ・マラルメ全集』(全5巻) 編集委員、筑摩書房 1989-2010

1. 『マラルメ全集Ⅰ 詩・イジチュール』
2. 『マラルメ全集Ⅱ ディヴァガシオン』
3. 『マラルメ全集Ⅲ 言語・書物』
4. 『マラルメ全集Ⅳ 書簡1』
5. 『マラルメ全集Ⅴ 書簡2』

- ミラン・クンデラ『不滅』集英社 1992
  - 文庫化 集英社文庫 1999※
- 『パワナ：くじらの失楽園』J・M・G・ル・クレジオ著、集英社 1995
- 『科学者たちのポール・ヴァレリー』J・ロビンソン=ヴァレリー編（訳者代表）紀伊國屋書店 1996
- 『ルーヴルの騎手：ルーヴル美術館を創った男 ヴィヴァン・ドゥノンの生涯』フィリップ・ソレルス著、集英社 1998
- 『偶然／帆船アザールの冒険』ル・クレジオ著、集英社 2002
- 『マラルメの詩学』イヴ・ボヌフォワ著、阿部良雄共訳、筑摩書房 2003
- 『アフリカのひと／父の肖像』ル・クレジオ著、集英社 2006
- 『慈しみの女神たち』ジョナサン・リテル著、訳者代表、星埜守之・篠田勝英・有田英也共訳、集英社 2011

### 講演ほか
- 講演「文学の明日を考える」(ホームカミングデイ文学部企画 2011)東大TV
- 「名前についての無駄話」[7]